# Ivete Maibase
Ivete Joaquim Maibase (ur. w 1976 w Maputo) – mozambicka polityczka, od 2020 roku minister ziemi i środowiska.

## Życiorys
Od 1998 do 2004 roku pracowała w Ministerstwie Środowiska. W 2003 roku uzyskała licencjat z pedagogiki na Uniwersytecie Rand Afrikaanse w Republice Południowej Afryki, a w 2009 roku magistra w dziedzinie edukacji ekologicznej na uniwersytecie w Johannesburgu. Od 2009 roku pracowała w Krajowej Dyrekcji Promocji Środowiska przy ministrze środowiska, od 2012 do 2015 roku była dyrektorką tej instytucji. Od 2015 do 2020 roku pracowała jako dyrektorka ds. Środowiska w Ministerstwie Gruntów, Środowiska i Rozwoju Wsi.
17 stycznia 2020 roku prezydent Filipe Nyusi powołał ją w skład rząd na stanowisko ministra ziemi i środowiska.